# Xarxa de mentides
Xarxa de mentides (títol original: Body of Lies) és una pel·lícula estatunidenca d'espionatge de l'any 2008 basada en la novel·la homònima de David Ignatius sobre un operatiu de la CIA que va a Jordània seguint a un terrorista d'alt rang. Dirigida per Ridley Scott sobre un guió de William Monahan, és protagonitzada per Leonardo DiCaprio, Russell Crowe i Mark Strong en els papers principals. La producció va tenir lloc a Washington D.C. i el Marroc. Xarxa de mentides va ser estrenada als Estats Units el 10 d'octubre del 2008. Va ser doblada al català.

## Argument
Roger Ferris (Leonardo DiCaprio) és un oficial de casos de la CIA a l'Iraq, seguint a un terrorista anomenat Al-Saleem (Alon Abutbul). Coneix Nizar, un membre de l'organització terrorista, que és disposat a oferir informació a canvi d'asil als Estats Units.
Malgrat les objeccions del seu cap, Ed Hoffman (Russell Crowe), Ferris està d'acord de protegir Nizar. Fan servir Nizar com un peó per treure a la llum la resta de la seva cèl·lula; quan capturen Nizar, Ferris es veu obligat a disparar-per evitar que exposi la identitat de Ferris i del seu soci Bassam (Oscar Isaac). No obstant això, furiós per la negativa de Hoffman a actuar sobre la informació que Nizar va proporcionar, Ferris i Bassam cerquen la casa de Balaq a l'Iraq, de la qual Nizar els havia parlat.
Allà, Ferris observa els homes cremant documents i intenta entrar mitjançant enganys, però queda descobert. En el posterior tiroteig i persecució, el vehicle de Ferris i Bassam és aconseguit per una RPG. Un helicòpter rescata Ferris i alguns discos, però Bassam és assassinat en l'explosió.
Mentrestant, terroristes desconeguts al Regne Unit, que planegen continuar les explosions d'autobús a Sheffield amb més atacs a Manchester, es volen a ells mateixos quan la policia arriba a casa seva. Recuperat de les ferides, Ferris és assignat a Jordània per continuar la recerca d'Al-Saleem. Ferris hi coneix i negocia una col·laboració amb Hani Salaam (Mark Strong), cap de la Da'irat al-Mukhabarat al-Amma (Direcció General d'Informació de Jordània).
Amb la intel·ligència obtinguda a la casa segura de Balaq, Hoffman troba una casa segura d'Al-Saleem a Jordània, i ordena a Ferris que la vigili. Simultàniament, Hoffman organitza, sense saber-ho Ferris, un «operació paral·lela» a través d'una agència local. El subordinat de la CIA de Ferris, Skip (Vince Colosimo) identifica un recurs local anomenat Ziyad Abishi.
Abishi posa en descobert la seva tapadora amb un terrorista de la casa segura. El terrorista fuig per informar els seus col·legues que van ser descoberts, i Ferris el persegueix i el mata de manera que sembli un robatori a l'atzar. Salaam (a través de «canals del darrere») corrobora aquesta interpretació de l'assassinat amb la qual cosa queden a la casa de seguretat.
Ferris acusa Hoffman d'executar «operacions a part» que interfereixen i (almenys) soscaven la integritat operacional de l'operació primària i diu a Hoffman que deixi de fer-ho. Quan va a l'hospital perquè el vaccinin contra la ràbia per mossegades sofertes durant la persecució i l'eliminació del terrorista, Ferris coneix una infermera anomenada Aisha (Golshifteh Farahani), i s'en enamora. A Europa, els terroristes continuen posant bombes, en un mercat de flors d'Amsterdam i maten almenys 75 persones.
Havent reconegut un dels homes que viuen a la casa de seguretat com un antic criminal anomenat Mustaffa Karami (Kais Nashef), Salaam porta Karami al desert i el coaccioni perquè treballi per a la intel·ligència jordana, l'amenaça de delatar-lo com col·laborador si refusa. Hoffman demana a Salaam que utilitzi Karami, però es nega, creient que tindran més rèdits després. Sense que ho sàpiguen Ferris i Salaam, Hoffman diu a Skip que segueixi Karami i el segresti.
Karami s'escapa i notifica als terroristes a la casa segura que és vigilada, i l'abandonen. Atrapen el company de Ferris. Salaam acusa Ferris d'haver tingut coneixement dels plans sobre Karami, atribueix a la duplicitat de Ferris la pèrdua de la casa i obliga Ferris a anar-se'n de Jordània.
Ferris torna amb Hoffman a Washington, i ideen un nou pla per trobar Al-Saleem. Sospitant que és més motivat per l'orgull que per la ideologia, organitzen un fals atac terrorista i fan que sembli que Omar Sadiki (Ali Suliman), un innocent arquitecte jordà, en va ser l'instigador, esperant que Al-Saleem surti del seu amagatall i intenti contactar amb ell. Al-Saleem veu cobertura televisiva de l'atac i mossega l'esquer.
Salaam convida Ferris que torni a Jordània i comparteix les seves sospites que Omar Sadiki és un terrorista, però Ferris no en sap res. Ferris més tard intenta salvar Sadiki de ser segrestat pels sequaços d'Al-Saleem, però fracassa i veu després com el seu company gairebé mor en un accident de trànsit. Sota interrogatori, Sadiki nega qualsevol coneixement de l'atac, encara que més tard el troben colpejat i mort.
Ferris torna al seu pis i descobreix que han segrestat Aixa. Desesperadament, demana ajuda a Salaam, i admet que va fer la cèl·lula terrorista d'Omar Sadiki i l'atac. Salaam es nega a ajudar perquè Ferris li havia mentit abans.
Ferris ofereix als segrestadors canviar-se per Aisha, i el porten al mig del desert, amb Hoffman que observa tot amb un dron de vigilància. Un grup de tot terrenys envolta Ferris i crea un núvol de pols fosca abans de recollir-lo. El núvol de pols bloqueja la vista de Hoffman, de manera que no pot determinar en quin dels vehicles, que parteixen en diferents direccions, es duen Ferris.
Porten Ferris a través de la frontera a Síria, on Al-Saleem l'interroga. Quan Ferris demana a Al-Saleem per Aisha, li diuen que algú li ha mentit i l'ha traït.
Ferris diu a Al-Saleem que hi ha un infiltrat (Karami) en la seva organització que treballa per Ferris, i que, per associació, Al-Saleem treballa per Ferris. Al-Saleem no creu Ferris, el colpeja, posa a gravar una càmera i ordena que l'executen. Salaam i els seus agents arriben a l'últim moment, i salven la vida a Ferris. Es veu com arresten Al-Saleem al seu propi terreny per Marwan Es-Kia, oficial de seguretat de Salaam.
Salaam visita Ferris a l'hospital, i admet que va fingir el segrest d'Aixa i va organitzar la captura de Ferris per Al-Saleem fent servir Karami com intermediari. Havent perdut el desig de lluitar en aquesta «guerra» tan particular, Ferris desapareix del radar i se'n va a veure Aixa de nou.

## Repartiment
- Leonardo DiCaprio com Roger Ferris.
- Russell Crowe com Ed Hoffman.
- Mark Strong com Hani.
- Golshifteh Farahani com Aixa.
- Oscar Isaac com Bassam.
- Ali Suliman com Omar Sadiki.
- Alon Aboutboul com Al-Saleem.
- Vince Colosimo com Skip.
- Simon McBurney com Garland.
- Mehdi Nebbou com Nizar.
- Michael Despesa com Holiday.
- Kais Nashef com Mustafa Karimi.